# خرشنة ملكية

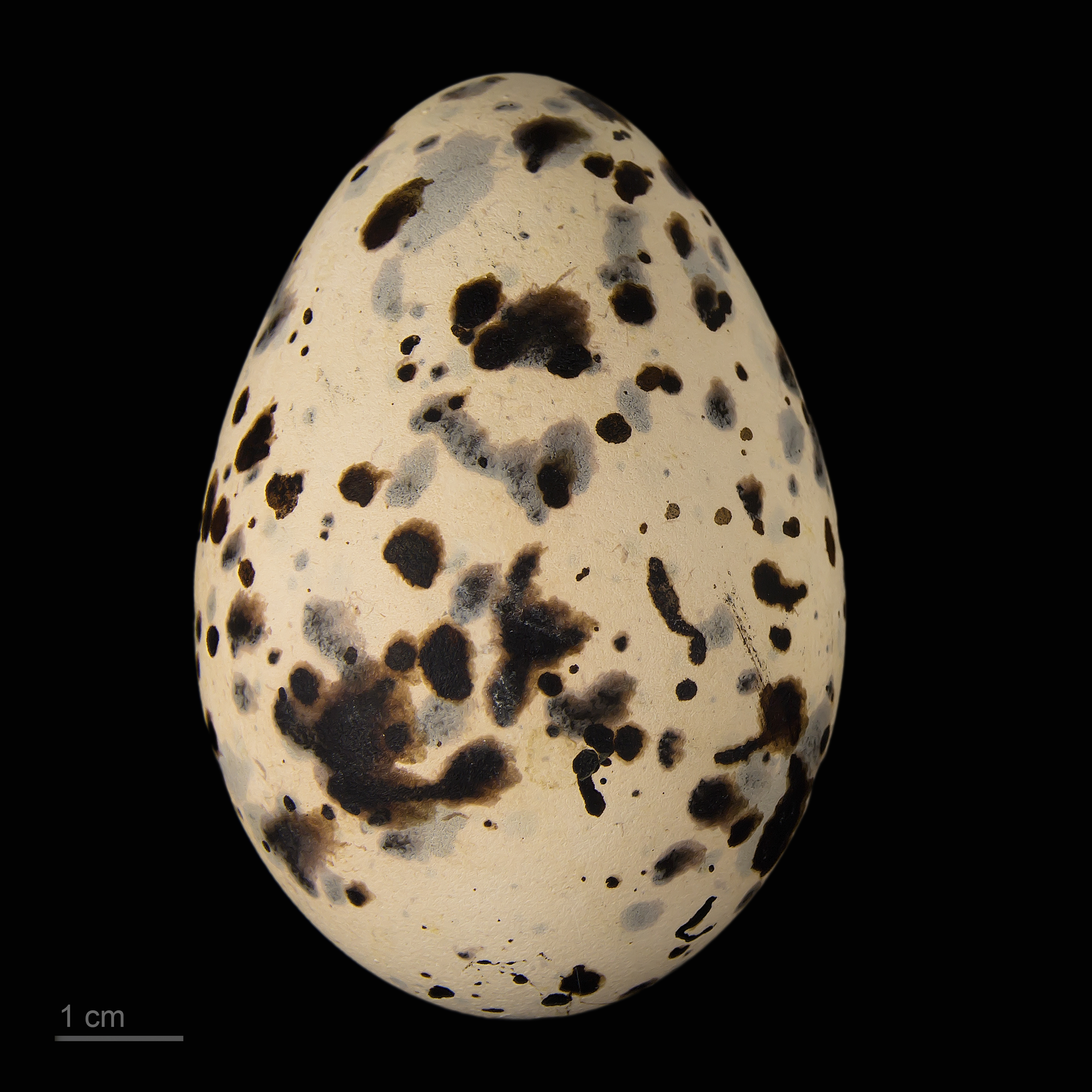
Thalasseus maximus albididorsalis

خرشنة ملكية (الاسم العلمي: Sterna maxima) (بالإنجليزية: Royal Tern)‏ هو نوع من الطيور يتبع جنس الخرشنة من الفصيلة النورسية.